# Anthonie van Aken
Anthonia Maria "Anthonie" van Aken (Den Haag, 21 oktober 1876 – Apeldoorn, 25 augustus 1966) was een Nederlands tennisspeelster.
Van Aken was lid van de Haagse tennisvereniging HLTC Leimonias. Ze werd in de jaren 1900, 1901 en 1902 Nederlands kampioen in het enkelspel. Tevens werd ze meerdere keren kampioen in de dames dubbel en het gemengd dubbel. Voor het laatst werd ze kampioen in 1910, toen ze een koppel in het gemengd dubbel vormde met Gerard Scheurleer.
Omdat in haar familie en haar beroep negatief werd gereageerd op haar loopbaan als tennisster, speelde ze enige tijd onder de schuilnaam A.N. Thonie. Ze was de eerste Nederlandse vrouw die de bovenhandse service aandurfde, al bleef het racket geregeld haken achter de hoed die ze als vrouw op de tennisbaan moest dragen. Ook haar oudere zus Betje van Aken en jongere zus Zus van Aken waren actief in de tennissport.